# Chandrakant Jha
Chandrakant Jha   (Madhepura, 1967) és un assassí en sèrie indi que es va amistar, va matar i va esquarterar 18 víctimes al districte de l'Oest de Delhi entre el 1998 i el 2007.
Abans de desenvolupar la faceta delinqüent, treballava com a venedor ambulant als basars setmanals de Delhi. Es va casar dues vegades: la primera vegada, va deixar la dona en un any; en canvi, amb la segona va tenir fins a cinc filles. En general, no feia vida prop de la seva família.
Pel primer assassinat, que va tenir lloc el 1998, va ser detingut i encarcerat fins al 2002, quan van haver d'alliberar-lo per manca de proves. Una vegada va sortir de la presó, es va embarcar en una sèrie d'assassinats. Primer va llevar la vida a Shekar i a Umesh el 2003, després a Guddu el 2005, a continuació a Amit el 2006 i finalment a Upender i a Dalip el 2007. Es feia amic dels treballadors migrants de Bihar i Uttar Pradesh i els ajudava a aconseguir feines poc importants. Més tard, petites disputes sobre coses com robar, mentir o el fet de no ser vegetarià el conduïen a estrangular-los letalment. Chandrakant trobava molt de plaer a burlar-se de la policia deixant parts del cos desmembrades per tota la ciutat i fora de la presó de Tihar amb notes adjuntes, i va reptar la policia a enxampar-lo.
Així doncs, el febrer del 2013 va ser declarat culpable de tres càrrecs d'assassinat i va rebre dues condemnes a mort i cadena perpètua fins que se l'executés. Tanmateix, les condemnes a mort van ser commutades per cadena perpètua sense remissió el gener del 2016. El gener del 2022, va ser-li denegada la sol·licitud de llibertat condicional que havia tramès.

## En la cultura popular
El 20 de juliol del 2022, la productora de renom internacional Netflix va llançar una sèrie documentari titulada Indian Predator: The Butcher of Delhi, que tracta en detall la vida de Chandrakant Jha i la sèrie d'assassinats que va cometre.